# Bruno Muccioli
Bruno Muccioli (* 7. August 1960 in Detroit) ist ein ehemaliger san-marinesischer Fußballspieler.
Muccioli spielte unter anderem für die italienischen Amateurvereine AC Citta di Castello und Lunano Calcio. Für die Nationalmannschaft San Marinos absolvierte er zwischen 1986 und 1993 15 Länderspiele.